# Rolando Algandona
Rolando Antonio Algandona Tejada (sinh ngày 12 tháng 4 năm 1989 ở Panama City) là một hậu vệ bóng đá người Panama hiện tại thi đấu cho San Francisco.

## Sự nghiệp câu lạc bộ
Algandona khởi đầu sự nghiệp tại San Francisco và vào mùa hè năm 2012 anh gia nhập Sporting San Miguelito chỉ để trở lại San Francisco vào tháng 1 năm 2014.

## Sự nghiệp quốc tế
Anh có màn ra mắt cho Panama on 13 tháng 3 năm 2009 trước Trinidad & Tobago và tính đến 1 tháng 5 năm 2015, có tổng cộng 10 lần ra sân, không ghi được bàn nào. Anh đại diện quốc gia trong một trận đấu tại Vòng loại giải vô địch bóng đá thế giới.

## Danh hiệu

### Câu lạc bộ
- Liga Panameña de Fútbol (2):
  - 2007 (A), 2008 (A)